# دو ۳۰۰۰ متر

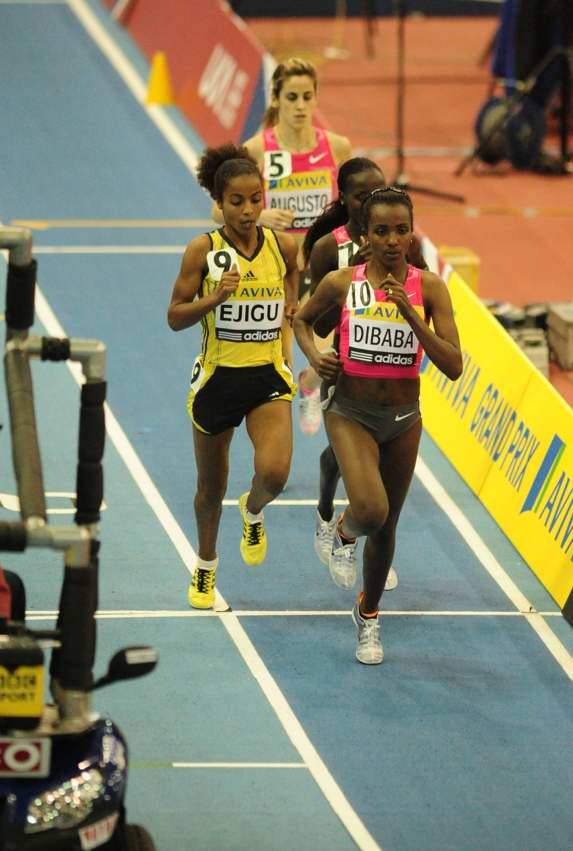
یک مسابقه ۳۰۰۰ متر زنان. تیرونش دیبابا دونده پیشتاز

دو ۳۰۰۰ متر یکی از رشته‌های دو و میدانی است. در این رشته دوندگان ۷٫۵ بار دور پیست‌های چهارصد متری ورزشگاه‌های فضای باز یا ۱۵ بار دور پیست‌های دویست متری سالن‌های سرپوشیده را می‌دوند. برخی این رشته را در رده دوهای استقامت و برخی در گروه دوهای نیمه‌استقامت طبقه‌بندی می‌کنند.
در مسابقات سطح اول دنیا ضرباهنگ دویدن در مسابقات ۳۰۰۰ متر بیشتر به ضرباهنگ دو ۵۰۰۰ متر شباهت دارد تا دو ۱۵۰۰ متر. رکورد ۳۰۰۰ متر مردان جهان (۷:۲۰٫۶۷ دقیقه) معادل میانگین ۵۹ ثانیه برای هر ۴۰۰ متر است که به ۶۱ ثانیه رکورد جهانی ۵۰۰۰ متر نزدیکتر است تا ۵۵ ثانیه ۱۵۰۰ متر. سرعتی که دوندگان سطح اول این رشته به آن می‌رسند نزدیک به vVO2max است یعنی حداکثر سرعتی که بدن می‌تواند اکسیژن مورد نیاز سلول‌ها را از طریق تنفس تأمین کند و باید از توانایی‌های بی‌هوازی خود برای جبران استفاده کند. به همین دلیل دوندگان ۳۰۰۰ متر مثل دوندگان ۱۵۰۰ متر به تمرینات بی‌هوازی هم نیاز دارند و یک دونده سطح اول این رشته بایستی تحمل بالایی نسبت به اسید لاکتیک داشته باشد. در واقع دوندگان این رشته به تعادلی از استقامت هوازی مورد نیاز در ۵۰۰۰ متر و تحمل اسید لاکتیک مورد نیاز در ۱۵۰۰ متر احتیاج دارند.
دو ۳۰۰۰ متر بیشتر یک رشته سالنی دو و میدانی است تا رشته فضای باز. در برنامه رقابتهای اغلب مسابقات دو و میدانی داخل سالن این رشته به عنوان طولانی‌ترین رقابت دو برگزار می‌شود. ۳۰۰۰ متر مردان فقط در سه المپیک ۱۹۱۲، ۱۹۲۰ و ۱۹۲۴ به عنوان یک رقابت تیمی در برنامه مسابقات المپیک قرار داشت. در هیچ‌یک از رقابتهای دو و میدانی قهرمانی فضای باز جهان نیز این مسابقه برگزار نشده‌است اما در برنامه مسابقات بعضی از تورنمنت‌های معتبر دو و میدانی قرار دارد.
دو ۳۰۰۰ متر زنان در سه دوره المپیک از ۱۹۸۴ تا ۱۹۹۲ برگزار شد و از ۱۹۸۰ تا ۱۹۹۳ هم در برنامه مسابقات قهرمانی جهان قرار داشت اما پس از آن از برنامه مسابقات کنار گذاشته و با ۵۰۰۰ متر جایگزین شد.
رکورد جهانی این رشته در فضای باز در بخش مردان به دانیل کومن کنیایی با ۷:۲۰٫۶۷ دقیقه تعلق دارد که در سال ۱۹۹۶ ثبت شده‌است. کومن رکورد داخل سالن این رشته را نیز با ۷:۲۴٫۹۰ به نام خود ثبت کرده‌است. رکورد ۳۰۰۰ متر زنان در فضای باز نیز متعلق به وانگ جونشیا از چین با ۸:۰۶٫۱۱ دقیقه در سال ۱۹۹۳ و رکورد داخل سالن نیز با ۸:۱۶٫۶۰ متعلق به گنزیبه دیبابا از اتیوپی است که در سال ۲۰۱۴ ثبت شده‌است.